# وایسن‌اشتات
شهر وایسن‌اشتات (به آلمانی: Weißenstadt) در ایالت بایرن در کشور آلمان واقع شده‌است.